# بردگی طبیعی
برده‌داری طبیعی اصطلاحی است که توسط ارسطو در کتاب سیاست مورد استفاده قرار گرفته‌است. او با به کار بردن این اصطلاح در صدد بیان این اعتقاد است که برخی از مردم به دلیل طبیعت وجودیِ خود برده زاده می‌شوند و قانون یا قرارداد، صرفاً این تفاوت ذاتی را برجسته می‌نمایند.

## تاثیرات
اسپانیا در قرن شانزدهم، خوان گینس دسپلوودا، متدولوژی، از موضع استعمارگران جهان جدید دفاع کرد و ادعا کرد که آمریکایی‌ها «بردگان طبیعی» هستند.